# 中国饲料工业协会
中国饲料工业协会，是经中华人民共和国国务院于1985年2月批准成立的行业社会团体，总部设在北京；第一届理事会于1985年7月召开。

## 宗旨
- 协助政府搞好行业管理；
- 沟通行业之间、行业与政府之间关系；
- 维护会员合法权益；
- 依靠科技进步，提高饲料工业的整体素质和经济效益。

## 任务
- 协助政府搞好行业规划，为政府指定方针政策提供依据；
- 宣传普及饲料工业基本知识，推广科学技术成果和管理经验；
- 组织国内外经贸合作和科技交流，提供信息咨询服务，发展有关公益事业；
- 向政府反映会员的意见、要求并提出建议。

## 历任会长
1. 李瑞山，（1985年－1997年，第一、二、三届）；
2. 白美清，（2000年－2010年，第四、第五届）；
3. 高鸿宾，（2010年－至今，第六届）